# بيير فالاردو
بيير فالاردو (بالفرنسية: Pierre Falardeau)‏
```
(و. 
1946 – 2009 
م
) هو 
كاتب سيناريو
، 
ومخرج أفلام
، 
وعالم إنسان
، 
وكاتب
 كندي، ولد في 
مونتريال
[
3
]
، توفي في 
مونتريال
، عن عمر يناهز 63 عاماً، بسبب 
سرطان
.
[
4
]
[
5
]
[
6
]
```

## وصلات خارجية
- بيير فالاردو على موقع IMDb (الإنجليزية)
- بيير فالاردو على موقع ألو سيني (الفرنسية)
- بيير فالاردو على موقع ميوزك برينز (الإنجليزية)
- بيير فالاردو على موقع أول موفي (الإنجليزية)
- بيير فالاردو على موقع قاعدة بيانات الفيلم (الإنجليزية)
- بيير فالاردو على موقع كينوبويسك (الروسية)